# El Clamor Público
El Clamor Público fue un periódico editado en la ciudad española de Madrid entre 1844 y 1864, durante el reinado de Isabel II.

## Historia
Editado en Madrid y de circulación diaria, se imprimió en las imprentas de N. Sanchiz, Viuda de Jordán e Hijos, J. de Rebolledo, F. Corradi, en una propia y en la de J. Granda Pérez. Fue fundado por Fernando Corradi y su primer número se publicó el 7 de mayo de 1844. Estuvo suspendido entre el 2 y el 11 de abril de 1846, así como entre el 10 de mayo y el 29 de junio de 1848. Cesó definitivamente el 27 de octubre de 1864. El periódico, de ideología progresista, fue dirigido por Fernando de Corradi, Francisco Orgaz y Juan Antonio Rascón.
Entre sus redactores se contaron Francisco Altamirano, Primitivo Andrés Cardaño, Gabriel Anduaga, Ángel Barroeta, Félix de Bona, Tomás Capdepón y Martínez, Antonio Cosin, José María Díaz, Manuel María Flamant, «Fray Gerundio» (Modesto Lafuente), José Gálvez Cañero, José García de la Foz, José de Grandá, Nicasio Guereñu, José María Lago, Ángel La Riva, Simón Santos Lerín, Agustín de Letamendi, Baldomero Menéndez, José María Ordóñez, Julián María Pardo, Juan Pérez Calvo, Felipe Picón, Manuel Prieto y Prieto, Nicolás Ramírez de Losada, Emilio Reinoso, Tomás Rodríguez y Díaz Rubí, Santiago Salgado y Augusto de Ulloa.